# 陆馛
陸馛（？—474年），鲜卑姓步六孤氏，鮮卑名受洛跋，又作受洛馛，代人，爵封建安王，諡號貞，北魏文成帝、獻文帝時期的官員。

## 生平
陸馛是三朝老臣陸俟的長子，個性富有智略，類似其父親，文成帝曾說：「我經常感嘆陸俟的機智大過其身軀，然而陸馛又超越陸俟了。」年輕時擔任內都下大夫，行政之時能夠通曉人意，因此與之共事者皆喜愛他。
北魏興安初期（452年-453年），外赴相州擔任刺史，加安南將軍，假長廣公，陸馛在相州當地為政風格清平、抑強扶弱，曾詢訪當地耆老，以禮相待，做為政治、方略等事務之顧問。又以州境內豪強百餘人為養子，慇勤接待並賜與衣服，讓他們在外做為耳目，於是州中姦事皆被舉發，當地百姓視其為神明，州境內從不發生劫盜之事。在相州七年後，陸馛被徵為散騎常侍，州民逾千人上表乞求陸馛留下，陸馛離開之後，當地吏民贈送的布帛也一概不接受，於是用這些餽贈之物興建一佛寺，命名為長廣公寺。獻文帝對群臣說：「馛之善政，雖復古人何以加之？」
天安元年（466年），劉宋汝南太守常珍奇據懸瓠投降北魏，當地人情騷動，陸馛前往安撫人情，凡是有遭軍隊納為奴婢者，皆還為民。百姓欣喜，於是情勢安定。皇興四年（470年），柔然興兵南下，獻文帝御駕親征，以陸馛錄留臺事，負責督運糧秣。
獻文帝曾打算將皇位禪位給叔父京兆王拓跋子推，陸馛與源賀、任城王拓跋雲等人皆持反對意見，力保皇太子元宏的地位，之後獻文帝才打消禪位給拓跋子推的想法，並稱讚陸馛是正直之臣。皇興五年（471年）獻文帝禪位給皇太子，陸馛與源賀持節奉皇帝璽紱，傳與元宏，孝文帝正式即位。延興四年（474年）陸馛過世。

## 家族
- 河南陆氏世系图

### 妻妾
- 某氏，封乐乡县君，早逝[4]
- 赫連氏，陸琇生母

### 子女
- 陸琇，第五子，北魏河内郡太守、建安公
- 陸凱，北魏正平郡太守